# Sant Joan Despí (ort)
Sant Joan Despí är en ort i Spanien.   Den ligger i provinsen Província de Barcelona och regionen Katalonien, i den östra delen av landet, 500 km öster om huvudstaden Madrid. Sant Joan Despí ligger 22 meter över havet och antalet invånare är 32 030.
Terrängen runt Sant Joan Despí är kuperad åt nordväst, men åt sydost är den platt. Runt Sant Joan Despí är det mycket tätbefolkat, med 10 000 invånare per kvadratkilometer. Närmaste större samhälle är Barcelona, 8,8 km öster om Sant Joan Despí. Runt Sant Joan Despí är det i huvudsak tätbebyggt.